# Deborah Levi
Deborah Levi (Dillenburg, 20 augustus 1997) is een Duits bobsleepiloot. 
In 2022 behaalde zij samen met pilote Laura Nolte op de Olympische Winterspelen 2022 de gouden medaille in de tweemansbob..

## Resultaten

### Olympische Winterspelen
| Jaar | Plaats | Resultaten        |
| ---- | ------ | ----------------- |
| 2022 | Peking | in de tweemansbob |

### Wereldkampioenschappen
| Jaar | Plaats    | Resultaten        |
| ---- | --------- | ----------------- |
| 2021 | Altenberg | in de tweemansbob |

2002: Jill Bakken / Vonetta Flowers ·
2006: Sandra Kiriasis / Anja Schneiderheinze ·
2010: Kaillie Humphries / Heather Moyse ·
2014: Kaillie Humphries / Heather Moyse ·
2018: Mariama Jamanka / Lisa Buckwitz ·
2022: Laura Nolte / Deborah Levi